# La Course du lièvre à travers les champs
Pour plus de détails, voir Fiche technique et Distribution.
La Course du lièvre à travers les champs est un film franco-italo-canadien réalisé par René Clément, sorti en 1972.

## Synopsis
Pour échapper aux gitans qui le traquent, Tony se réfugie à Montréal. Là, il est témoin d'un règlement de comptes entre truands. Ces derniers l'enlèvent dans l'intention de le supprimer, mais peu à peu, ils intègrent le jeune homme à leur bande.

## Fiche technique
- Titre : La Course du lièvre à travers les champs
- Réalisation : René Clément
- Assistants réalisateurs : Jean-Jacques Beineix, Pierre Lary
- Scénario : Sébastien Japrisot librement inspiré des romans Vendredi 13 (Black Friday) et La Pêche aux avaros (Somebody's Done For / The Raving Beauty, 1967) de David Goodis.
- Photographie : Edmond Richard
- Montage : Roger Dwyre
- Musique : Francis Lai (bande originale publiée sur LP Philips 6332 095, 1972[1])
- Son : Guy Villette
- Décors : Pierre Guffroy
- Costumes : Pierre Lefait
- Producteur : Serge Silberman
- Société de production : Greenwich Films
- Sociétés de distribution : Compagnie Commerciale Française Cinématographique  (C.C.F.C.) - (France), 20th Century Fox (États-Unis)
- Studios : Paris-Studios-Cinéma (Studios de Billancourt)
- Tournage : du 30 août 1971 au 3 octobre 1971
- Format : couleur (Eastmancolor) — 35 mm — 1,85:1 — Son : Mono
- Genre : drame, policier
- Durée : 150 minutes
- Dates de sortie :
  - France : 15 septembre 1972
  - Allemagne de l'Ouest : 16 novembre 1972
  - États-Unis : 29 novembre 1972 (New York)

## Distribution
- Jean-Louis Trintignant : Tony dit "Froggy", un homme poursuivi par des gitans
- Robert Ryan (doublé par John Berry) : Charley, le chef des gangsters
- Aldo Ray : Mattone
- Lea Massari (doublée par Nadine Alari) : Sugar
- Jean Gaven : Rizzio
- Daniel Breton : Paul
- Tisa Farrow : Pepper
- André Lawrence : le chef des gitans
- Nadine Nabokov : mademoiselle Isola, la majorette
- Don Arres : Mastragos
- Jean Coutu : l'inspecteur
- Jean-Marie Lemieux : Lester
- Aubert Pallascio (crédité Louis Aubert) : Renner
- Michel Maillot : un gitan
- Robert Party : Mac Carthy
- Nicole Desailly : l'infirmière
- Martine Ferrière : la folle à l'infirmerie
- Germaine de France : la vieille dame au téléphone
- Béatrice Belthoise
- Mario Verdon
- Emmanuelle Béart (non créditée) : la petite fille qui mange de la tarte aux pommes

## À noter
- Ce film marque la première apparition de Jean-Marie Lemieux au cinéma.
- Le label Play Time a sorti un coffret "Francis Lai Anthology" en avril 2016 contenant la musique originale et restaurée du film.
- Cette musique fut utilisée durant les années 1970 comme générique sur FR3, pour annoncer le programme du soir.
- À l'origine, le film devait être l'adaptation du roman Vendredi 13 (Black Friday) de David Goodis. Dans le roman, le héros, Hart, recherché par la police, erre dans les rues de Philadelphie en plein hiver et se retrouve par hasard pris dans un règlement de comptes. Pour échapper à une mort certaine, il décide de se faire passer pour un truand. En cours d'écriture du scénario, Sébastien Japrisot a préféré s'éloigner du roman. David Goodis n'apparaît pas au générique du film. Le scénario comporte aussi des éléments du roman La Pêche aux avaros (Somebody's Done For / The Raving Beauty, 1967) de David Goodis (bandits retirés dans une cabane de pêcheurs). Le scénario de Sébastien Japrisot a été publié aux éditions Denoël à la date de sortie du film en 1972, puis réédité chez Gallimard dans la collection "Folio" en 1986.